# Egzekucja przy ulicy Dworkowej

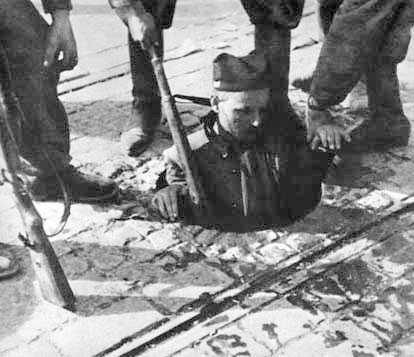
Wyciąganie powstańców z kanału

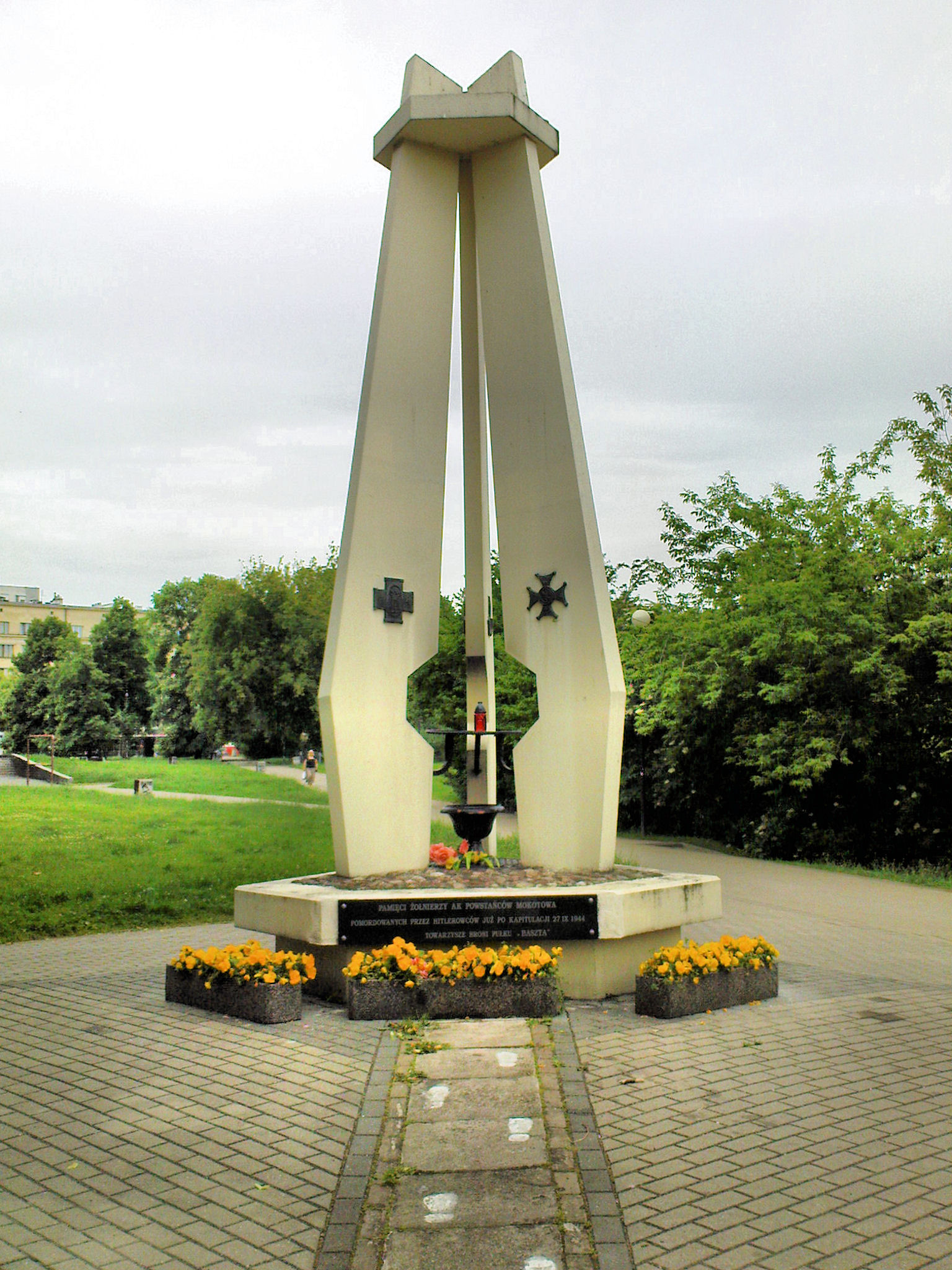
Pomnik żołnierzy „Baszty” przy ul. Dworkowej

Egzekucja przy ulicy Dworkowej – mord na blisko 140 wziętych do niewoli żołnierzach Armii Krajowej dokonany przez Niemców w ostatnich dniach powstania warszawskiego. 27 września 1944 roku niemieccy policjanci wymordowali dziesiątki obrońców warszawskiego Mokotowa, którzy omyłkowo wyszli z kanałów w pobliżu komendy żandarmerii przy ulicy Dworkowej.

## Upadek Mokotowa
24 września 1944 oddziały niemieckie przypuściły generalny szturm na pozostający wciąż w polskich rękach Górny Mokotów. Już po dwóch dniach zaciętych walk stało się jasne, że z powodu ogromnej przewagi wroga upadek dzielnicy jest nieunikniony. W tej sytuacji dowodzący obroną Mokotowa podpułkownik Józef Rokicki „Karol”, utraciwszy łączność z dowództwem AK, a nie widząc możliwości dalszej walki, podjął decyzję o rozpoczęciu odwrotu kanałami do Śródmieścia. Planowano, że drogą tą ewakuowane zostaną władze cywilne i wojskowe, ranni oraz większość walczących oddziałów. Pułkownik Antoni Chruściel „Monter” – dowódca Okręgu Warszawskiego AK – dowiedziawszy się o planach „Karola” zabronił wycofywania walczących oddziałów z Mokotowa, zgadzając się wyłącznie na ewakuację rannych. Depesza z rozkazem „Montera” nie dotarła jednak do obrońców dzielnicy.
Ewakuacja rozpoczęła się 26 września około godziny 20:00. Polskie oddziały wchodziły do kanałów w atmosferze wkradającego się już w szeregi rozprężenia. Odwrót kanałami trwał już kilka godzin, gdy niespodziewanie nadszedł kategoryczny rozkaz pułkownika „Montera”, polecający pułkownikowi „Karolowi” powrót wraz z wojskiem na Mokotów i kontynuowanie obrony. Do tego czasu w Śródmieściu znalazło się jednak ok. 800 powstańców – w tym dowództwo i 600 żołnierzy 10. Dywizji Piechoty AK oraz ok. 200 żołnierzy Zgrupowania „Radosław”.
Tymczasem około 400 powstańców wciąż znajdowało się w kanałach. Niespodziewany rozkaz przerwania ewakuacji powiększył tylko panujący w kanałach chaos. Część żołnierzy w popłochu zaczęła się wycofywać w kierunku Mokotowa, część szukać innych dróg. W dodatku nauczeni doświadczeniem Niemcy zabarykadowali niektóre odcinki kanałów i ustawili straże przy włazach. W rezultacie ostatnie grupki powstańców, które przed świtem 27 września weszły do kanałów, nie zdołały dotrzeć tą drogą do Śródmieścia. Obrzucane przez Niemców granatami błądziły długo w kanałach i częściowo wyginęły tam z wyczerpania lub zostały poduszone przez Niemców gazem z karbidu.

## Masakra jeńców przy ul. Dworkowej
Dwie duże grupy powstańców po wielogodzinnym błąkaniu się w labiryncie kanałów zawróciły na Mokotów i 27 września w okolicach godziny 10:00 znalazły się pod terenem kontrolowanym przez wroga. Niemcy zauważyli ruch w kanałach i zagrozili, że zaczną wrzucać do nich granaty i karbid. W dodatku poziom wody zaczął się podnosić. W tej sytuacji część żołnierzy AK wysunęła przez właz białe chustki. 
Pierwsza grupa powstańców, w której znalazło się od kilkudziesięciu do 150 osób, wyszła przez właz położony między domami nr 1 i 3 na ulicy Dworkowej. Pierwszy powstaniec, który wyszedł na powierzchnie został zastrzelony przez Niemców. Wielu innych pobito. Wszystkich Polaków, którzy wyszli z kanałów zrewidowano i ograbiono, a następnie zaprowadzono pod znajdującą się przy ul. Dworkowej komendę żandarmerii na powiat warszawski. Tam Niemcy wyciągnęli z tłumu osoby cywilne oraz część sanitariuszek i łączniczek, podczas gdy wziętym do niewoli żołnierzom AK rozkazali uklęknąć przy parkanie na skraju pobliskiej skarpy. Dalej przebieg wypadków nie jest już do końca jasny. Ponoć powstaniec o pseudonimie „Góral” miał nie wytrzymać napięcia i z okrzykiem „nie dajmy się zarżnąć jak barany” chwycił za karabin najbliższego Niemca, podczas gdy kilku innych jeńców podjęło próbę ucieczki. Policjanci z oddziału Schutzpolizei wspierani przez SS-manów z załogi tzw. domów Wedla otworzyli wówczas ogień, mordując wszystkich wziętych do niewoli powstańców. Rannych dobijano.
W tym samym czasie druga grupa powstańców wyszła przez właz przy ul. Dworkowej 5. Zostali oni również wymordowani przez Niemców. Zginęło wówczas około 30 osób.
Według Marka Gettera w dwóch egzekucjach przy ul. Dworkowej Niemcy zamordowali tego dnia około 140 wziętych do niewoli żołnierzy AK. Większość ofiar stanowili żołnierze kompanii B1, B3 oraz kompanii łączności z pułku „Baszta”. W gronie zamordowanych znalazły się co najmniej cztery kobiety. Udało się ustalić nazwiska zaledwie pięciu ofiar masakry. Ocalało zaledwie 40 osób – w większości kobiety – które Niemcy wywieźli później do obozu koncentracyjnego Stutthof. Masakry uniknął także niewielki oddziałek porucznika „Górala” z 1. pułku szwoleżerów AK (liczący ok. 20 żołnierzy), który wyszedł z włazu nieco dalej od Dworkowej i nieco później niż grupy, które wymordowano.
Wymordowanie wziętych do niewoli powstańców było sprzeczne nie tylko z prawem międzynarodowym (rządy zachodnich aliantów uznały Armię Krajową za organizację kombatancką i integralną część Polskich Sił Zbrojnych), lecz również z postanowieniami uzgodnionego przez SS-Obergruppenführera Ericha von dem Bach-Zelewskiego aktu kapitulacji Mokotowa.
Żołnierzy AK zamordowanych przy ul. Dworkowej upamiętnia Pomnik żołnierzy „Baszty” (znany także jako „Pomnik rozstrzelanych powstańców”), znajdujący się naprzeciwko dawnej siedziby żandarmerii. Od włazu kanałowego do pomnika prowadzą namalowane ślady stóp.

## W kulturze
Tragiczny przebieg ewakuacji Mokotowa, w tym także sceny nawiązujące do egzekucji przy ulicy Dworkowej, ukazano w filmie Andrzeja Wajdy pt. Kanał (1957).